# Городской музей Шлезвига
Городской музей Шлезвига (нем. Stadtmuseum Schleswig) — краеведческий музей в Шлезвиге в земле Шлезвиг-Гольштейн (Германия). Расположен в усадьбе Гюндерота, ансамбле исторических зданий на Фридрихштрассе в районе Фридрихсберг Шлезвига. Собрание музея посвящено истории и культуре Шлезвига от средневековья до наших дней. Музей располагается в пяти зданиях, его выставочная площадь музея 1500 м².

## Коллекция

### Двор Гюндерот

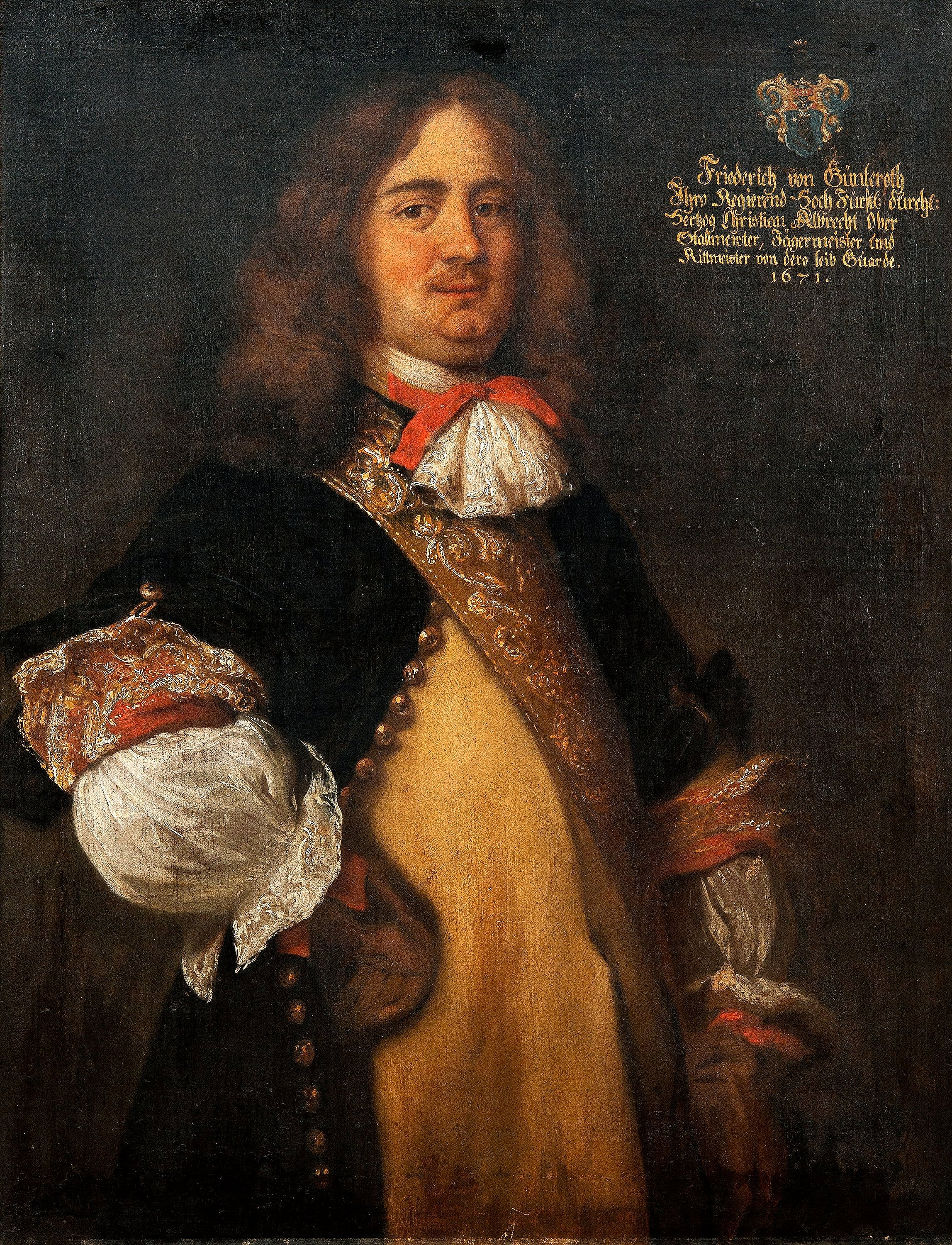
Юрген Овенс, «Портрет Фридриха фон Гюндерота», 1671, Городской музей Шлезвига

Главное здание музея, усадьба Гюндерота (нем. Günderothschen Hof), было построено около 1634 года герцогом Фридрихом III. Красный дворец изначально служил гостевым домом. В 1675 году он перешёл во владение главного герцогского конюшенного Фридриха фон Гюндерота, имя которого дом носит и поныне. Основное здание окружено двумя фахверковыми домами XVIII века, которые придают комплексу закрытый характер внутреннего двора. В 1851 году город Шлезвиг приобрёл ферму Гюндерот. С 1932 года здесь располагается городской музей.

### Основание музея
История собрания городского музея началась в 1879 году. В том же году жители Шлезвига основали Ассоциацию по сбору и сохранению патриотических древностей города. Первая постоянная экспозиция, получившая название Altertumsmuseum, открылась в старом городе в здании, которое город предоставил для музейных целей в 1892 году. Спонсором была ассоциация античности Шлезвига и его окрестностей, основанная в 1903 году. Выставка представила историю, культуру и народное искусство города и региона.
В 1930 году находки во время раскопок на озере Гаддебиер-Нор привели к идее построить музей Хедебю в Шлезвиге. Магистрат предоставил для этой цели ферму Гюндерот в 1932 году. Предпосылкой для этого было то, что вновь созданный музей Шлезвиг-Хедебю должен был включать фонды Музея древностей.

### Современный музей

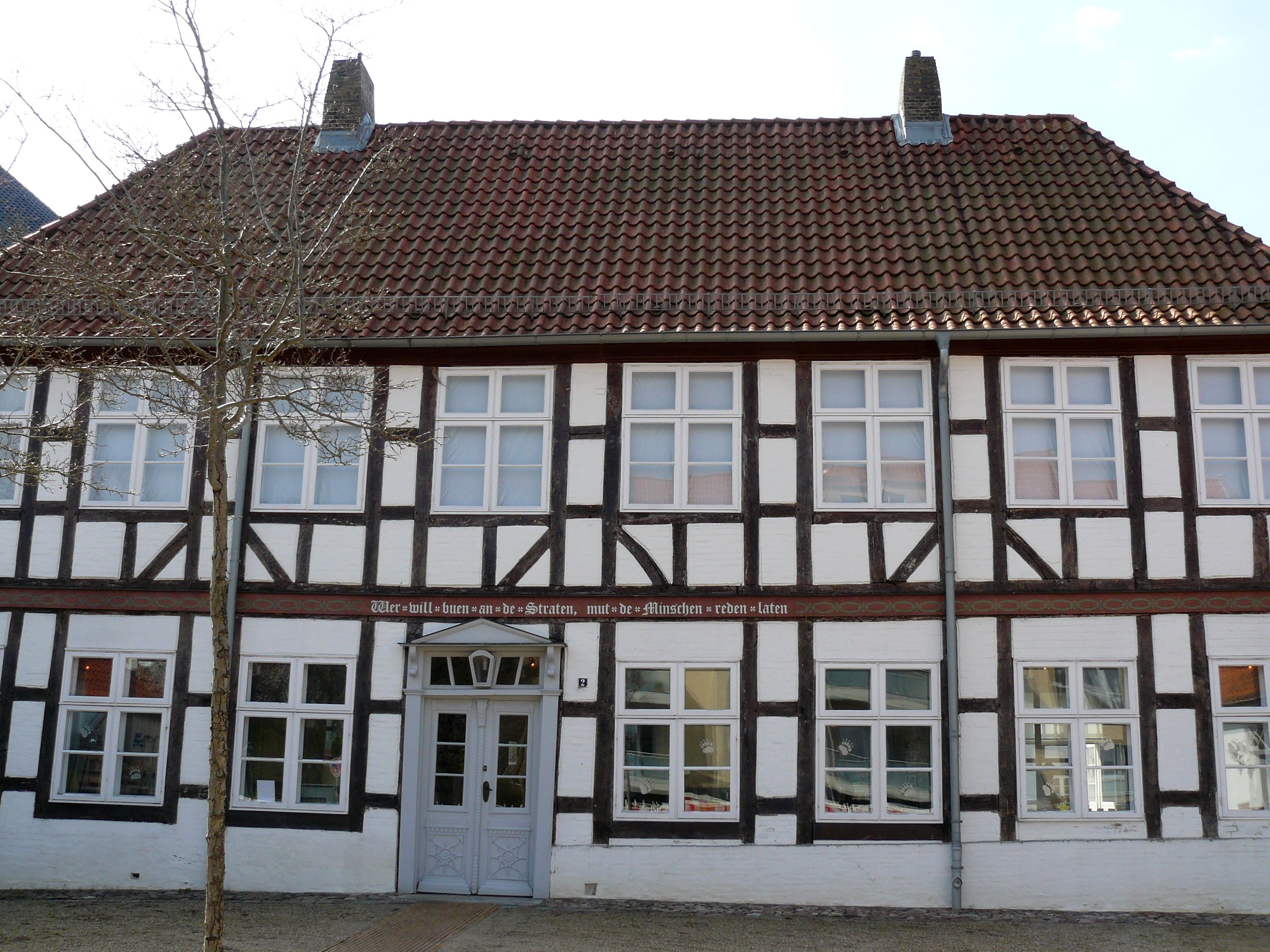
Один из двух фахверковых домов по бокам центрального здания

После 1950 года профиль музея изменился: в постоянной экспозиции представлена история города от средневековья до современности. Выставка дополнялась специальными коллекциями и специальными выставками различной тематики. Изначально дом назывался Städtisches Museum (муниципальный музей), а с 2001 года — Stadtmuseum (городской музей). В дополнение к выставочному пространству в усадьбе Гюндерота, у музея есть два филиала: Музей иного искусства и Музей Холма.
Экспозиция по истории города расположена в четырёхэтажном дворце, главном здании усадьбы. Представлены наиболее важные исторические этапы Шлезвига, немецко-датское прошлое, история Шлезвига как столицы прусской провинции Шлезвиг-Гольштейн, национал-социализм и время после 1945 года. Тематические специальные экспозиции — кабинет с шлезвигским фаянсом и жилая комната рыбацкого района Шлезвига Холм, которая даёт представление о культуре семьи среднего класса в 19 веке. На чердаке выставлена коллекция игрушек, в том числе кукольные домики, бумажные театры, жестяные игрушки и лошадки-качалки примерно 1900 года. Частная коллекция восходит к педиатру из Шлезвига Иоахиму Гункелю и насчитывает более 500 экспонатов.
В двух фахверковых домах, примыкающих к главному зданию, бывшим амбару и конюшни, представлены выставки по истории фотографии и специальные выставки. В одном из фахверковых домов находится Дом плюшевых мишек, в котором с 2002 года представлена частная коллекция плюшевых мишек.
В здании бывшей школы в районе Фридрихсберг в городском музее выставлена историческая типография. Здесь представлены предметы бывших предприятий земли Шлезвиг-Гольштейн, например, полная ручная установка и функциональная наборная машина линотип. Экспонаты напоминают нам, что Шлезвиг был одним из первых промышленных центров позднего средневековья.